# Game Manufacturers Association
La Game Manufacturers Association (GAMA) è un'associazione commerciale non a scopo di lucro con sede a  Columbus Ohio, dedicata alla promozione dell'industria dei giochi sociali non elettronici, giochi da tavolo, di carte collezionabili e tradizionali, di miniature, giochi di ruolo carta e penna e dal vivo. I membri dell'associazione sono editori, rivenditori e distributori di giochi, fornitori di componenti, organizzatori di fiere, club e professioni indipendenti legati all'industria del gioco.
L'associazione fu formata nel 1977 per proteggere gli interessi della Origins International Game Expo, ed è stata registrata come società non a scopo di lucro nel 1982.
La GAMA organizza due fiere ogni anno, la GAMA Trade Show (GTS) a Las Vegas, Nevada — una fiera professionale dedicata ai rivenditori di giochi e l'Origins International Game Expo a Columbus, una fiera dedicata ai giocatori, che al 2013 raggiunge i 20.000 visitatori.
La GAMA gestisce diversi programmi e servizi a supporto delle attività commerciali nel campo del gioco e di promozione del gioco. Il programma Game in Education mira a insegnare agli educatori l'uso dei giochi nei loro corsi. Il programma retailer mentoring è indirizzato all'aiuto nella creazione di nuovi negozi di giochi, l'Industry Watch Commitee aiuta negozi ed editori nel trattare con servizi stampa negative sui giochi. In tutti questi programmi l'obbiettivo è di rinforzare l'industria della produzione e vendita di giochi.
Nel 2006 la GAMA iniziò il programma Games to Troops, in collaborazione con il servizio Morale Welfare and Recreation (MWR) dell'esercito degli Stati Uniti, con lo scopo di stabilire una ludoteca presso ogni ufficio dell'MWR presente sui fronti dell'esercito statunitense. Oltre un quarto di milione di dollari di giochi sono stati inviati alle truppe statunitensi attraverso questo programma.